# 常磐藤原町
常磐藤原町（じょうばん ふじわらまち）は、福島県いわき市にある大字である。郵便番号は972-8326。

## 地理
いわき市中央部の常磐地区に属する。北で内郷高野町、北東で内郷白水町、常磐上湯長谷町、東で常磐白鳥町、南で渡辺町泉田、渡辺町中釜戸、南西で渡辺町上釜戸、西で遠野町深山田とそれぞれ隣接する。概ね町村制施行以前の磐前郡藤原村の流れを汲む地域である。二級水系藤原川上流域を主な範囲とする。藤原川が形成する谷底に水田が広がり、山裾や幹線道路沿いに集落が広がる。常磐自動車道いわき湯本インターチェンジが設置され、いわき湯本温泉や小名浜港への玄関口となっているほか、スパリゾートハワイアンズを擁し、周辺のゴルフ場を含め市内有数のリゾート地としての側面を持つ。常磐関船町内に所在するいわき中央警察署常磐分庁舎及び常磐消防署がそれぞれ管轄にあたる。

### 主な字
字
複数の字を持つが、地名の表記に「字」の文字は使用されない。
- 田代
- 湯ノ岳
- 二枚橋
- 信田御代
- 小幡
- 椚立
- 関口
- 阿良田
- 向坂
- 大畑

- 柳ノ町
- 斑堂
- 忠田
- 小炭焼
- 田場坂
- 笠石
- 名高儀
- 馬喰坂
- 砂子田
- 別所

- 手這
- 猪田
- 才ノ神
- 蕨平
- 一本木
- 藤代
- 松本
- 西畑
- 湯坂
- 中

- 後山
- 才之内
- 川原前
- 礼堂
- 机田
- 小砂田
- 境堂
- 上ノ内
- 源内
- 大石
- 美加ノ沢

### 山岳
- 湯ノ岳
- 天狗山

### 河川
- 藤原川
  - 川上渓谷
  - 大畑川

## 歴史
- 1879年1月27日 - 湯長谷藩領上藤原村、中藤原村、下藤原村が福島県内における郡区町村制の施行により磐前郡の村となる[4]。
- 1882年6月5日 - 上藤原村、中藤原村、下藤原村が合併し藤原村が成立する[4]。
- 1889年4月1日 - 町村制の施行により藤原村が岩ヶ岡村、下船尾村、馬玉村、長孫村、上湯長谷村、下湯長谷村、関船村、水野谷村、白鳥村、西郷村と合併し、磐前郡磐崎村が成立する。旧藤原村域は磐崎村の大字となる[4]。
- 1896年4月1日 - 磐前郡と周辺郡との合併により石城郡が発足し、石城郡磐崎村となる[4]。
- 1954年3月31日 - 磐崎村が湯本町と合併し常磐市が成立し、常磐市の大字となる[4]。
- 1966年10月1日 - 常磐市が平市・勿来市・内郷市・磐城市、石城郡小川町・遠野町・四倉町・川前村・田人村・好間村・三和村、双葉郡久之浜町・大久村と合併しいわき市となり、いわき市常磐地区の大字となる[4]。

## 世帯数と人口
2023年10月31日現在の世帯数と人口は以下の通りである。
| 大字       | 世帯数  | 人口   |
| ---------- | ------- | ------ |
| 常磐藤原町 | 587世帯 | 1534人 |

## 小・中学校の学区
市立小・中学校に通う場合、学区は以下の通りとなる。
| 番地                   | 小学校               | 中学校                   |
| ---------------------- | -------------------- | ------------------------ |
| 上ノ内                 | いわき市立磐崎小学校 | いわき市立磐崎中学校     |
| 上ノ内、田代以外の全域 | いわき市立藤原小学校 | いわき市立磐崎中学校     |
| 田代                   | いわき市立高野小学校 | いわき市立内郷第三中学校 |

## 交通

### 道路
- 常磐自動車道
  - いわき湯本インターチェンジ
- 福島県道14号いわき石川線（御斎所街道）
  - いわき石川バイパス
- 福島県道371号湯の岳別所線（湯の岳パノラマライン）

## 施設
- スパリゾートハワイアンズ
- いわき市考古資料館
- JRA競走馬リハビリテーションセンター